# Phoraspis blanchardi
Phoraspis blanchardi är en kackerlacksart som beskrevs av Morgan Hebard 1929. Phoraspis blanchardi ingår i släktet Phoraspis och familjen jättekackerlackor. Inga underarter finns listade i Catalogue of Life.